# Крамар Антон Ігорович
Анто́н І́горович Кра́мар (нар. 5 лютого 1988, Сміла) — український футболіст, півзахисник «Черкаського Дніпра».

## Біографія
Вихованець смілянської ДЮСШ «Олімп». Перший тренер — Нагорний В. С. Виступав на першість області за юнацькі команди «Сміла» та «Дніпро-2» Сміла. Срібний призер черкаської області серед юнаків 2005 р.
У першій половині 2006 року підписав професійний контракт з друголіговим черкаським «Дніпром», яке за підсумком сезону 2005/06 вийшло до першої ліги, де Крамар провів разом з командою, після чого повернулись назад до другої ліги. Влітку 2009 команда припинила існування і Крамар на правах вільного агента покинув клуб.
У липні 2009 року підписав контракт з друголіговим білоцерківським «Арсеналом». Проте вже після закінчення чемпіонату 2008/09 команда «ІгроСервіс» знялася зі змагань. Тому між командами, що посіли друге місце у групі в другій лізі, 12 липня в Черкасах відбувся стиковий матч, в якому «Арсенал» за допомогою Крамара обіграв «Полтаву» 1:0 і в сезоні 2009/10 вперше в історії дебютував у першій лізі. Проте у складі «канонірів» заграти Антон не зумів, зігравши за сезон лише 15 матчів за основну команду.
Протягом сезону 2010/11 виступав у першій лізі за «Львів», в якому був основним півзахисником команди.
У липні 2011 року перейшов в першоліговий «Севастополь», де не став основним гравцем команди, через що другу половину сезону 2011/12 виступав на правах оренди за «Буковину», після чого повернувся до складу «Севастополя», періодично виходячи на заміни.
На початку 2014 року новий наставник «Севастополя» Ангел Червенков не взяв Антона на зарубіжні навчально-тренувальні збори, після чого футболістові довелося зайнятися пошуками нового клубу. Крамар виявився затребуваним у чернігівській «Десні», яку очолював Олександр Рябоконь. Наставнику чернігівців були добре відомі можливості футболіста ще з часів спільної роботи в «Львові». Крім того, саме Рябоконь запросив Крамара в «Севастополь».
Наприкінці лютого 2016 року став гравцем «Гірника». 23 червня того ж року отримав статус вільного агента через зняття команди з турніру.
28 червня 2016 року стало відомо, що Крамар гратиме за «Черкаський Дніпро».